# Crescent City (Illinois)
Crescent City – wieś w Stanach Zjednoczonych, w stanie Illinois, w hrabstwie Iroquois.